# Knud Sehested
Knud Sehested (4. december 1850 på Broholm – 28. august 1909 på Addithus ved Brædstrup) var en dansk jurist, godsejer og Danmarks første landbrugsminister, gift med Ellen Sehested, bror til bl.a. Hannibal og Hilda Sehested og far til Jørgen og Ove Flemming Sehested.
Sehested var søn af Frederik Sehested, blev student fra Herlufsholm 1869, juridisk kandidat 1874, ansattes 1876 som volontør i Indenrigsministeriet, under hvilket landbruget dengang hørte, og med hvis sager han fik at gøre. Han blev assistent 1878, fuldmægtig 1886, og kontorchef 1893. 1894 blev han chef for Landbrugsdepartementet, og da Landbrugsministeriet oprettedes 1896, udnævntes han til Danmarks første landbrugsminister i regeringen Reedtz-Thott. Kun i ét år beklædte han denne stilling. Som embedsmand havde han arbejdet i udmærket forståelse med landbrugets hovedorganisationer, og som minister forelagde han en række vigtige lovforslag.
Ved sin fratrædelse modtog han mange beviser på landbrugets påskønnelse, og han blev snart en af dets ledende mænd. Han valgtes således 1898 til præsident i Landhusholdningsselskabet og til formand for det samme år oprettede Statens Planteavlsudvalg, blev af ministeriet udnævnt til formand for bestyrelsen for Dansk Landbrugsmuseum og til Danmarks repræsentant ved det internationale landbrugsinstitut i Rom, virkede som formand for Det Kongelige Danske Haveselskab og foreningen »De danske Atlanterhavsøer«, foruden at han var medlem af forskellige foreningers bestyrelser. For Sehested var disse mange stillinger ikke sinecureposter. Med en stærk pligtfølelse forbandt han en levende trang til virksomhed, og på grund af sin begavelse, arbejdsdygtighed og energi blev han for dem, han arbejdede sammen med, en – vel noget selvbevidst og egenrådig – fører, hvis overlegenhed man anerkendte, hvad der selvfølgelig ikke er ensbetydende med, at man altid fandt, han havde ret.
Efterfølgende sluttede han sig til »de otte« udbrydere og var 1901 opstillet i Skælskør som modstander af broderens regering og 1903 som frikonservativ.
Han ejede fra 1884 den store skovejendom Addithus syd for Salten Langsø, hvortil også hørte mindre arealer landbrugsjord, og fra 1893 Tøstrupgård (tidligere Christinebjerg) ved Kolind. Sehested blev kammerherre 1898, Ridder af Dannebrog 1894 og Dannebrogsmand 1905.
Sehested blev gift 26. januar 1883 i Kastelskirken i København med Ellen Sophie Magdalene Bech (11. september 1859 på Valbygård – 8. januar 1941), datter af godsejer, senere hofjægermester August Bech og hustru.
Han er begravet på Gudme Kirkegård.
Han er portrætteret på maleri af J.C. Schlichtkrull 1916 og af Johan Gudmundsen-Holmgreen 1891. Skitse af Kristian Zahrtmann 1872 (Model til Struenseebilledet). Træsnit bl.a. af H.P. Hansen 1896.